# Persone di nome José
| Questa pagina contiene informazioni ricavate automaticamente dalle voci biografiche con l'ausilio del template Bio e di un bot. L'aggiornamento è periodico e automatico e ricostruisce completamente la pagina. Se manca una persona in questa lista, sei pregato di non aggiungerla, ma accertati piuttosto che la sua voce biografica contenga il template Bio e che i dati anagrafici siano correttamente compilati. Se il template Bio manca, inseriscilo tu stesso o, in alternativa, metti l'avviso {{tmp\|Bio}} che ne segnala la mancanza. Se i dati riportati sono sbagliati, correggi direttamente la voce biografica; le modifiche saranno visibili in questa lista entro pochi giorni. Per chiarimenti vedi il progetto antroponimi. La lista contiene solo le 2.201 persone che sono citate nell'enciclopedia e per le quali è stato implementato correttamente il template Bio. Pagina aggiornata al 6 ago 2025. |

Questa è una lista di persone presenti nell'enciclopedia che hanno il nome José, suddivise per attività principale.

## Agronomi(1)
- José Graziano da Silva, agronomo brasiliano (Urbana, n. 1949)

## Allenatori di calcio a 5(4)
- Chavi Ladaga, allenatore di calcio a 5 e ex giocatore di calcio a 5 spagnolo (Saragozza, n. 1968)
- Fernando Larrañaga, allenatore di calcio a 5 argentino (n. 1944)
- André Lima, allenatore di calcio a 5, ex giocatore di calcio a 5 e ex calciatore portoghese (Porto, n. 1971)
- José Lucas Mena, allenatore di calcio a 5 e ex giocatore di calcio a 5 spagnolo (Alicante, n. 1967)

## Allenatori di pallacanestro(8)
- José Luis Abós, allenatore di pallacanestro e dirigente sportivo spagnolo (Saragozza, n. 1961 - Saragozza, † 2014)
- Chema Buceta, allenatore di pallacanestro spagnolo (n. 1956)
- Jota Cuspinera, allenatore di pallacanestro e dirigente sportivo spagnolo (Getxo, n. 1970)
- Tito Díaz, allenatore di pallacanestro e ex cestista spagnolo (Lugo, n. 1957)
- Pepu Hernández, allenatore di pallacanestro spagnolo (Madrid, n. 1958)
- José Medalha, allenatore di pallacanestro brasiliano (Catanduva, n. 1944)
- José Alves Neto, allenatore di pallacanestro brasiliano (Itapetininga, n. 1971)
- José Ruiz, allenatore di pallacanestro francese (Sahagún, n. 1955)

## Allenatori di pallavolo(1)
- José Roberto Guimarães, allenatore di pallavolo e ex pallavolista brasiliano (Quintana, n. 1954)

## Allenatori di tennis(2)
- José Francisco Altur, allenatore di tennis e ex tennista spagnolo (Valencia, n. 1968)
- José Higueras, allenatore di tennis e ex tennista spagnolo (Diezma, n. 1953)

## Altisti(1)
- José da Conceição, altista e velocista brasiliano (Rio de Janeiro, n. 1931 - Rio de Janeiro, † 1974)

## Ammiragli(9)
- José de Córdova y Ramos, ammiraglio e esploratore spagnolo (Utrera, n. 1732 - Cadice, † 1815)
- José Mendes Cabeçadas, ammiraglio e politico portoghese (Loulé, n. 1883 - Lisbona, † 1965)
- José Toribio Merino, ammiraglio e politico cileno (La Serena, n. 1915 - Viña del Mar, † 1996)
- José Baptista Pinheiro de Azevedo, ammiraglio e politico portoghese (Luanda, n. 1917 - Lisbona, † 1983)
- José Joaquín Romero y Fernández de Landa, ammiraglio e ingegnere spagnolo (Galaroza, n. 1735 - Madrid, † 1807)
- José Justo Salcedo y Arauco, ammiraglio spagnolo (Portugalete, n. 1753 - San Fernando de Cádiz, † 1825)
- José Saldanha Lopes, ammiraglio portoghese (Lisbona, n. 1949)
- José de Mazarredo Salazar Muñatones y Gortázar, ammiraglio spagnolo (Bilbao, n. 1745 - Madrid, † 1812)
- José de Ribas, ammiraglio italiano (Napoli, n. 1749 - San Pietroburgo, † 1800)

## Anarchici(1)
- Buenaventura Durruti, anarchico, sindacalista e rivoluzionario spagnolo (León, n. 1896 - Madrid, † 1936)

## Animatori(1)
- Bill Melendez, animatore, doppiatore e regista messicano (Hermosillo, n. 1916 - Santa Monica, † 2008)

## Antropologi(2)
- José Imbelloni, antropologo, etnologo e paleontologo italiano (Lauria, n. 1885 - Buenos Aires, † 1967)
- José Miguel de Barandiarán Ayerbe, antropologo, etnologo e presbitero spagnolo (Ataun, n. 1889 - Ataun, † 1991)

## Apneisti(1)
- José Amengual, apneista spagnolo (Palma di Maiorca, n. 1944)

## Arbitri di calcio(12)
- José Argote, arbitro di calcio venezuelano (Maracaibo, n. 1980)
- José Buitrago, arbitro di calcio colombiano (Bogotà, n. 1970)
- José Favilli Neto, ex arbitro di calcio brasiliano (n. 1935)
- José María García-Aranda, ex arbitro di calcio spagnolo (Madrid, n. 1956)
- Bartolomé Macías, arbitro di calcio, allenatore di calcio e giornalista argentino (n. 1901 - † 1966)
- José Luis Munuera Montero, arbitro di calcio spagnolo (Jaén, n. 1983)
- José María Ortiz de Mendíbil, arbitro di calcio spagnolo (Portugalete, n. 1926 - Algorta, † 2015)
- José Rosa dos Santos, ex arbitro di calcio portoghese (Beja, n. 1945)
- José María Sánchez Martínez, arbitro di calcio spagnolo (Lorca, n. 1983)
- José Torres Cadena, ex arbitro di calcio colombiano (n. 1952)
- José Roberto Wright, ex arbitro di calcio brasiliano (Rio de Janeiro, n. 1944)
- José de Assis Aragão, ex arbitro di calcio brasiliano (San Paolo, n. 1939)

## Architetti(6)
- José Luis Benlliure López de Arana, architetto, scultore e pittore spagnolo (Madrid, n. 1898 - Madrid, † 1981)
- José Benito de Churriguera, architetto e scultore spagnolo (Madrid, n. 1665 - Madrid, † 1725)
- José Antonio González Velázquez, architetto spagnolo (Madrid - Città del Messico, † 1810)
- José Grases Riera, architetto spagnolo (Barcellona, n. 1850 - Madrid, † 1919)
- José Enrique Marrero Regalado, architetto spagnolo (Granadilla de Abona, n. 1897 - Santa Cruz de Tenerife, † 1956)
- Rafael Moneo, architetto spagnolo (Tudela, n. 1937)

## Arcivescovi cattolici(40)
- José Gaspar d'Afonseca e Silva, arcivescovo cattolico brasiliano (Araxá, n. 1901 - Rio de Janeiro, † 1943)
- José Sadoc Alemany y Conill, arcivescovo cattolico spagnolo (Vic, n. 1814 - Valencia, † 1888)
- José Luis Azuaje Ayala, arcivescovo cattolico venezuelano (Valera, n. 1957)
- José Avelino Bettencourt, arcivescovo cattolico e diplomatico portoghese (Velas, n. 1962)
- José Horacio Campillo Infante, arcivescovo cattolico cileno (Santiago del Cile, n. 1872 - Santiago del Cile, † 1956)
- José María Cirarda Lachiondo, arcivescovo cattolico spagnolo (Bakio, n. 1917 - Vitoria, † 2008)
- José Domingo Costa y Borrás, arcivescovo cattolico spagnolo (Vinaròs, n. 1805 - Tarragona, † 1864)
- José Maria Cuenco, arcivescovo cattolico filippino (Carmen, n. 1885 - Jaro, † 1972)
- José María Cázares y Martínez, arcivescovo cattolico messicano (La Piedad, n. 1832 - Guadalajara, † 1909)
- José Delicado Baeza, arcivescovo cattolico spagnolo (Almansa, n. 1927 - Valladolid, † 2014)
- José Luis Escobar Alas, arcivescovo cattolico salvadoregno (Suchitoto, n. 1959)
- José Antonio Fernández Hurtado, arcivescovo cattolico messicano (Morelia, n. 1952)
- José Manuel Garcia Cordeiro, arcivescovo cattolico portoghese (Seles, n. 1967)
- José María García Lahiguera, arcivescovo cattolico spagnolo (Fitero, n. 1903 - Madrid, † 1989)
- José María Gil Tamayo, arcivescovo cattolico spagnolo (Zalamea de la Serena, n. 1957)
- José Francisco González González, arcivescovo cattolico messicano (Yahualica, n. 1966)
- José Gottardi Cristelli, arcivescovo cattolico italiano (Baselga di Piné, n. 1923 - Montevideo, † 2005)
- José Miguel Gómez Rodríguez, arcivescovo cattolico colombiano (Bogotà, n. 1961)
- José Horacio Gómez, arcivescovo cattolico messicano (Monterrey, n. 1951)
- José Juan de Jésus Herrera y Piña, arcivescovo cattolico messicano (Valle de Bravo, n. 1865 - Monterrey, † 1927)
- José Manuel Imbamba, arcivescovo cattolico angolano (Boma, n. 1965)
- José Campos Julián, arcivescovo cattolico spagnolo (Manchones, n. 1727 - La Plata, † 1804)
- José Adolfo Larregain, arcivescovo cattolico argentino (Adolfo Gonzales Chaves, n. 1966)
- José Luiz Majella Delgado, arcivescovo cattolico brasiliano (Juiz de Fora, n. 1953)
- José Alfonso Meléndez, arcivescovo cattolico spagnolo (Madrid, n. 1690 - † 1753)
- José Luis Mollaghan, arcivescovo cattolico argentino (Buenos Aires, n. 1946 - Buenos Aires, † 2025)
- José Méndez Asensio, arcivescovo cattolico spagnolo (Vélez-Rubio, n. 1921 - Granada, † 2006)
- José Vicente Nácher Tatay, arcivescovo cattolico e missionario spagnolo (Valencia, n. 1964)
- José Américo Orzali, arcivescovo cattolico argentino (Buenos Aires, n. 1863 - San Juan, † 1939)
- José Maria Pires, arcivescovo cattolico e scrittore brasiliano (Córregos, n. 1919 - Belo Horizonte, † 2017)
- José Rafael Quirós Quirós, arcivescovo cattolico costaricano (Llano Grande, n. 1955)
- José Francisco Rezende Dias, arcivescovo cattolico brasiliano (Brasópolis, n. 1956)
- José Rodríguez Carballo, arcivescovo cattolico spagnolo (Lodoselo, n. 1953)
- José Octavio Ruiz Arenas, arcivescovo cattolico colombiano (Bogotà, n. 1944)
- José Mario Ruiz Navas, arcivescovo cattolico ecuadoriano (Pujilí, n. 1930 - Pujilí, † 2020)
- Josep Ángel Sáiz Meneses, arcivescovo cattolico spagnolo (Sisante, n. 1956)
- José Mário Scalon Angonese, arcivescovo cattolico brasiliano (Unistalda, n. 1960)
- José Antônio Aparecido Tosi Marques, arcivescovo cattolico brasiliano (Jaú, n. 1948)
- José Domingo Ulloa Mendieta, arcivescovo cattolico panamense (Chitré, n. 1956)
- José Carlos de Souza Campos, arcivescovo cattolico brasiliano (Itaúna, n. 1968)

## Artisti(2)
- José Barrias, artista portoghese (Lisbona, n. 1944 - Milano, † 2020)
- José Joaquín Beeme, artista, editore e scrittore spagnolo (Saragozza, n. 1963)

## Artisti marziali misti(1)
- José Aldo, ex artista marziale misto brasiliano (Manaus, n. 1986)

## Assassini seriali(1)
- José María Jarabo, serial killer spagnolo (Madrid, n. 1923 - Madrid, † 1959)

## Astronauti(1)
- José Moreno Hernández, ex astronauta e ingegnere statunitense (French Camp, n. 1962)

## Astronomi(7)
- José De Queiroz, astronomo svizzero (Lisbona, n. 1954)
- José Joaquín Ferrer, astronomo, cartografo e matematico spagnolo (Pasaia, n. 1763 - Bilbao, † 1832)
- José Manteca, astronomo spagnolo (n. 1959)
- José Luis Ortiz Moreno, astronomo spagnolo (n. 1967)
- José Luis Sérsic, astronomo argentino (Bella Vista, n. 1933 - Villa Carlos Paz, † 1993)
- José Alberto da Silva Campos, astronomo portoghese
- José Antonio de los Ríos, astronomo spagnolo

## Atleti paralimpici(3)
- José Lemos, atleta paralimpico e ex multiplista colombiano (n. 1991)
- José Manuel Rodríguez Ibáñez, ex atleta paralimpico spagnolo (n. 1966)
- José Antonio Sánchez Medina, ex atleta paralimpico spagnolo (Bilbao, n. 1970)

## Attivisti(3)
- José Aboulker, attivista e medico francese (Algeri, n. 1920 - Manosque, † 2009)
- José Humberto Baena Alonso, attivista spagnolo (Vigo, n. 1950 - Hoyo de Manzanares, † 1975)
- José Bové, attivista, agricoltore e sindacalista francese (Talence, n. 1953)

## Attori(45)
- Pepe Arias, attore argentino (Buenos Aires, n. 1900 - Buenos Aires, † 1967)
- José María Blanco, attore, sceneggiatore e regista spagnolo (Barcellona, n. 1935)
- José Bódalo, attore spagnolo (Córdoba, n. 1916 - Madrid, † 1985)
- José Calvo, attore spagnolo (Madrid, n. 1916 - Las Palmas de Gran Canaria, † 1980)
- José Gabriel Campos, attore e comico spagnolo (Cartagena, n. 1983)
- José Coronado, attore e doppiatore spagnolo (Madrid, n. 1957)
- Dingdong Dantes, attore, modello e conduttore televisivo filippino (Quezon City, n. 1980)
- Antonio Banderas, attore, regista e produttore cinematografico spagnolo (Malaga, n. 1960)
- José Garcia, attore francese (Parigi, n. 1966)
- José Ángel Egido, attore spagnolo (Redondela, n. 1951)
- José Luis Fernández, attore spagnolo (n. 1964)
- José Ferrer, attore e regista portoricano (San Juan, n. 1912 - Coral Gables, † 1992)
- José Guardiola, attore e doppiatore spagnolo (Jumilla, n. 1921 - Madrid, † 1988)
- José Luis Gómez, attore e direttore teatrale spagnolo (Huelva, n. 1940)
- Eleazar Gómez, attore e cantante messicano (Città del Messico, n. 1986)
- Tenoch Huerta, attore messicano (Città del Messico, n. 1981)
- José Isbert, attore spagnolo (Madrid, n. 1886 - Madrid, † 1966)
- Víctor Israel, attore spagnolo (Barcellona, n. 1929 - Spagna, † 2009)
- José Jaspe, attore spagnolo (La Coruña, n. 1906 - Becerril de la Sierra, † 1974)
- Pepón Nieto, attore spagnolo (Madrid, n. 1967)
- José Lewgoy, attore brasiliano (Veranópolis, n. 1920 - Rio de Janeiro, † 2003)
- José Luis López Vázquez, attore spagnolo (Madrid, n. 1922 - Madrid, † 2009)
- José Luis Manzano, attore spagnolo (Madrid, n. 1962 - Madrid, † 1992)
- José Milán, attore, ballerino e modello spagnolo (Madrid, n. 1997)
- José Luis Moreno, attore e produttore televisivo spagnolo (Madrid, n. 1947)
- José Pastor, attore, musicista e ballerino spagnolo (Malaga, n. 1994)
- Tony Plana, attore cubano (L'Avana, n. 1952)
- José Manuel Martín, attore spagnolo (Casavieja, n. 1924 - † 2006)
- Ramon Revilla, attore e politico filippino (Imus, n. 1927 - Imus, † 2020)
- Xosé Barato, attore e conduttore televisivo spagnolo (Guitiriz, n. 1979)
- José Ron, attore messicano (Guadalajara, n. 1981)
- José Sacristán, attore spagnolo (Chinchón, n. 1937)
- José Sancho, attore spagnolo (Manises, n. 1944 - Valencia, † 2013)
- José Sazatornil, attore, regista e scenografo spagnolo (Barcellona, n. 1925 - Madrid, † 2015)
- José Manuel Seda, attore spagnolo (Siviglia, n. 1968)
- Jose Solano, attore statunitense (Inglewood, n. 1971)
- Irving São Paulo, attore e musicista brasiliano (Feira de Santana, n. 1964 - Rio de Janeiro, † 2006)
- José Terrón, attore spagnolo (Madrid, n. 1939 - Benidorm, † 2019)
- Fernando Tielve, attore spagnolo (Madrid, n. 1986)
- José Torres, attore venezuelano (Tocuyito, n. 1925)
- Eduardo Verástegui, attore, modello e cantante messicano (Ciudad Mante, n. 1974)
- José Wilker, attore e regista brasiliano (Juazeiro do Norte, n. 1947 - Rio de Janeiro, † 2014)
- José María Yazpik, attore messicano (Città del Messico, n. 1970)
- Luis Zahera, attore spagnolo (Santiago de Compostela, n. 1966)
- José Zúñiga, attore honduregno (Tegucigalpa, n. 1965)

## Aviatori(1)
- José Abelardo Quiñones Gonzáles, aviatore e militare peruviano (Pimentel, n. 1914 - Quebrada Seca, † 1941)

## Avventurieri(1)
- José María López Lledín, avventuriero spagnolo (A Fonsagrada, n. 1899 - L'Avana, † 1985)

## Avvocati(8)
- José Eugenio Ellauri, avvocato e politico uruguaiano (Montevideo, n. 1834 - Montevideo, † 1894)
- José Antonio Mora, avvocato e diplomatico uruguaiano (Montevideo, n. 1897 - † 1975)
- José Mottola, avvocato e scrittore italiano (n. 1954)
- José Luis Murature, avvocato e giornalista argentino (Buenos Aires, n. 1876 - Amburgo, † 1929)
- José Gaspar Rodríguez de Francia, avvocato e politico paraguaiano (Asunción, n. 1766 - Asunción, † 1840)
- José Antonio Muñoz Rojas, avvocato, scrittore e poeta spagnolo (Antequera, n. 1909 - Mollina, † 2009)
- Gabriel Terra, avvocato e politico uruguaiano (Montevideo, n. 1873 - Montevideo, † 1942)
- José L. del Valle, avvocato spagnolo (Bilbao, n. 1901 - Madrid, † 1983)

## Bassi-baritoni(1)
- José van Dam, basso-baritono belga (Ixelles, n. 1940)

## Batteristi(1)
- José Pasillas, batterista statunitense (Calabasas, n. 1976)

## Beati(1)
- Anacleto González Flores, beato messicano (Tepatitlán de Morelos, n. 1888 - Guadalajara, † 1927)

## Bibliografi(1)
- José Toribio Medina, bibliografo e storiografo cileno (Santiago del Cile, n. 1852 - Santiago del Cile, † 1930)

## Biologi(1)
- José Antonio Valverde, biologo, naturalista e ecologo spagnolo (Valladolid, n. 1926 - Siviglia, † 2003)

## Botanici(3)
- José Mariano da Conceição Vellozo, botanico brasiliano (São José do Rio das Mortes, n. 1742 - Rio de Janeiro, † 1811)
- José Cuatrecasas, botanico spagnolo (Camprodon, n. 1903 - Washington, † 1996)
- José Antonio Pavón, botanico spagnolo (Casatejada, n. 1754 - Madrid, † 1840)

## Canottieri(1)
- José Fórmica-Corsi, canottiere spagnolo (Barcellona, n. 1881 - Barcellona, † 1954)

## Cantanti(28)
- José Roberto Bertrami, cantante e pianista brasiliano (Tatuí, n. 1946 - Rio de Janeiro, † 2012)
- José Bezerra da Silva, cantante, compositore e violinista brasiliano (Recife, n. 1927 - Rio de Janeiro, † 2005)
- Bonga, cantante angolano (Ícolo e Bengo, n. 1942)
- Camarón de la Isla, cantante spagnolo (San Fernando, n. 1950 - Badalona, † 1992)
- Daniel, cantante e attore brasiliano (Brotas, n. 1968)
- Christian Chávez, cantante e attore messicano (Reynosa, n. 1983)
- José Cid, cantante portoghese (Chamusca, n. 1942)
- Cosculluela, cantante e rapper portoricano (Humacao, n. 1980)
- Dyango, cantante spagnolo (Barcellona, n. 1940)
- Zé Felipe, cantante brasiliano (Goiânia, n. 1998)
- Jackson do Pandeiro, cantante e percussionista brasiliano (Alagoa Grande, n. 1919 - Brasilia, † 1982)
- José Guardiola, cantante spagnolo (Barcellona, n. 1930 - Barcellona, † 2012)
- Pedro Infante, cantante e attore messicano (Mazatlán, n. 1917 - Mérida, † 1957)
- José James, cantante statunitense (Minneapolis, n. 1978)
- José José, cantante messicano (Città del Messico, n. 1948 - Miami, † 2019)
- Joselito, cantante e attore spagnolo (Beas de Segura, n. 1943)
- José Augusto, cantante e compositore brasiliano (Rio de Janeiro, n. 1953)
- José Mardones, cantante e basso spagnolo (Fontecha, n. 1868 - Madrid, † 1932)
- José Marín, cantante, chitarrista e compositore spagnolo (Madrid, n. 1618 - Madrid, † 1699)
- Joseíto Mateo, cantante e compositore dominicano (San Isidro, n. 1920 - Santo Domingo, † 2018)
- José Mercé, cantante spagnolo (Jerez de la Frontera, n. 1955)
- Pepe Aguilar, cantante e musicista messicano (San Antonio, n. 1968)
- José Luis Perales, cantante spagnolo (Castejón, n. 1945)
- Zé Ramalho, cantante, compositore e chitarrista brasiliano (Brejo do Cruz, n. 1949)
- José Razzano, cantante e compositore uruguaiano (Montevideo, n. 1887 - Buenos Aires, † 1960)
- José Vélez, cantante spagnolo (Telde, n. 1951)
- Jay Wheeler, cantante portoricano (Salinas, n. 1994)
- Chucho Navarro, cantante e compositore messicano (Irapuato, n. 1913 - Città del Messico, † 1993)

## Cantautori(10)
- José Afonso, cantautore portoghese (Aveiro, n. 1929 - Setúbal, † 1987)
- Antonio Aguilar, cantautore, attore e produttore cinematografico messicano (Villanueva, n. 1919 - Città del Messico, † 2007)
- J Balvin, cantautore, rapper e produttore discografico colombiano (Medellín, n. 1985)
- Carlos Cano, cantautore spagnolo (Granada, n. 1946 - Granada, † 2000)
- José Feliciano, cantautore, chitarrista e compositore portoricano (Lares, n. 1945)
- Pedro Fernández, cantautore e attore messicano (Guadalajara, n. 1969)
- Miguel Gallardo, cantautore spagnolo (Granada, n. 1950 - Madrid, † 2005)
- José González, cantautore e musicista svedese (Göteborg, n. 1978)
- Joan Sebastian, cantautore messicano (Juliantla, n. 1951 - † 2015)
- Chicho Sánchez Ferlosio, cantautore spagnolo (Madrid, n. 1940 - Madrid, † 2003)

## Cardinali(26)
- José Sebastião d'Almeida Neto, cardinale e patriarca cattolico portoghese (Lagos, n. 1841 - Villariño, † 1920)
- José María Bueno y Monreal, cardinale e arcivescovo cattolico spagnolo (Saragozza, n. 1904 - Pamplona, † 1987)
- José Tolentino de Mendonça, cardinale, arcivescovo cattolico e teologo portoghese (Machico, n. 1965)
- José Manuel da Câmara d'Atalaia, cardinale e patriarca cattolico portoghese (Lisbona, n. 1686 - Atalaia, † 1758)
- José María Caro Rodríguez, cardinale e arcivescovo cattolico cileno (Pichilemu, n. 1866 - Santiago del Cile, † 1958)
- José Cobo Cano, cardinale e arcivescovo cattolico spagnolo (Sabiote, n. 1965)
- José María Cos y Macho, cardinale e arcivescovo cattolico spagnolo (Terán de Cabuériniga, n. 1838 - Valladolid, † 1919)
- José Policarpo, cardinale e patriarca cattolico portoghese (Caldas da Rainha, n. 1936 - Lisbona, † 2014)
- José Manuel Estepa Llaurens, cardinale e arcivescovo cattolico spagnolo (Andújar, n. 1926 - Madrid, † 2019)
- José Freire Falcão, cardinale e arcivescovo cattolico brasiliano (Ererê, n. 1925 - Brasilia, † 2021)
- José Garibi y Rivera, cardinale e arcivescovo cattolico messicano (Guadalajara, n. 1889 - Guadalajara, † 1972)
- José María Martín de Herrera y de la Iglesia, cardinale e arcivescovo cattolico spagnolo (Aldeadávila de la Ribera, n. 1835 - Santiago di Compostela, † 1922)
- José Luis Lacunza Maestrojuán, cardinale e vescovo cattolico spagnolo (Pamplona, n. 1944)
- José Alí Lebrún Moratinos, cardinale e arcivescovo cattolico venezuelano (Puerto Cabello, n. 1919 - Caracas, † 2001)
- José Clemente Maurer, cardinale e arcivescovo cattolico tedesco (Püttlingen, n. 1900 - Sucre, † 1990)
- José Francisco Miguel António de Mendonça, cardinale e patriarca cattolico portoghese (Lisbona, n. 1725 - Lisbona, † 1808)
- José Pereira de Lacerda, cardinale e vescovo cattolico portoghese (Moura, n. 1662 - Faro, † 1738)
- José de Jesús Pimiento Rodríguez, cardinale e arcivescovo cattolico colombiano (Zapatoca, n. 1919 - Floridablanca, † 2019)
- José Humberto Quintero Parra, cardinale e arcivescovo cattolico venezuelano (Mucuchíes, n. 1902 - Caracas, † 1984)
- José Francisco Robles Ortega, cardinale e arcivescovo cattolico messicano (Mascota, n. 1949)
- Gregorio Rosa Chávez, cardinale e vescovo cattolico salvadoregno (Sociedad, n. 1942)
- José Salazar López, cardinale e arcivescovo cattolico messicano (Ameca, n. 1910 - Guadalajara, † 1991)
- José Tomás Sánchez, cardinale e arcivescovo cattolico filippino (Pandan, n. 1920 - San Juan, † 2012)
- José Saraiva Martins, cardinale e arcivescovo cattolico portoghese (Gagos do Jarmelo, n. 1932)
- José de Calasanz Félix Santiago Vives y Tutó, cardinale spagnolo (Sant Andreu de Llavaneres, n. 1854 - Monte Porzio Catone, † 1913)
- José da Costa Nunes, cardinale e patriarca cattolico portoghese (Candelária, n. 1880 - Roma, † 1976)

## Cavalieri(1)
- José Navarro, cavaliere spagnolo (n. 1897 - † 1974)

## Cavallerizze(1)
- José Beltrão, cavallerizza portoghese (Lisbona, n. 1905 - Lisbona, † 1948)

## Chimici(1)
- José Casares Gil, chimico spagnolo (Santiago di Compostela, n. 1866 - † 1961)

## Chitarristi(3)
- Joxemi, chitarrista spagnolo (Pamplona, n. 1969)
- José Antonio Rodríguez, chitarrista e compositore spagnolo (Cordova, n. 1964)
- Tomatito, chitarrista spagnolo (Almería, n. 1958)

## Clarinettisti(2)
- José Lacalle, clarinettista, compositore e direttore d'orchestra spagnolo (Cadice, n. 1859 - Brooklyn, † 1937)
- José Urfé, clarinettista e compositore cubano (Madruga, n. 1879 - L'Avana, † 1957)

## Comici(2)
- Pepe Biondi, comico argentino (Buenos Aires, n. 1909 - Buenos Aires, † 1975)
- El Gran Wyoming, comico, conduttore televisivo e attore spagnolo (Madrid, n. 1955)

## Compositori(15)
- José Alfredo Jiménez, compositore e cantautore messicano (Dolores Hidalgo, n. 1926 - Città del Messico, † 1973)
- Alex Malheiros, compositore e contrabbassista brasiliano (Niterói, n. 1946)
- José Manuel Moya, compositore e produttore discografico spagnolo (La Puebla del Río, n. 1939)
- José de Nebra, compositore spagnolo (Calatayud, n. 1702 - Madrid, † 1768)
- José Nieto, compositore spagnolo (Madrid, n. 1942)
- José Maurício Nunes Garcia, compositore e presbitero brasiliano (Rio de Janeiro, n. 1767 - Rio de Janeiro, † 1830)
- José Oliveira, compositore, polistrumentista e doppiatore brasiliano (Jundiaí, n. 1904 - Los Angeles, † 1987)
- José Padilla Sánchez, compositore spagnolo (Almería, n. 1889 - Madrid, † 1960)
- Juventino Rosas, compositore e violinista messicano (Santa Cruz, n. 1868 - Batabanó, † 1894)
- Carlos Seixas, compositore e organista portoghese (Coimbra, n. 1704 - Lisbona, † 1742)
- José Soler Casabón, compositore spagnolo (Mequinenza, n. 1884 - Parigi, † 1964)
- Javier Torres Maldonado, compositore messicano (Chetumal, n. 1968)
- Josep Maria Ventura i Casas, compositore e musicista spagnolo (Alcalá la Real, n. 1817 - Figueres, † 1875)
- José Miguel Wisnik, compositore, critico letterario e pianista brasiliano (São Vicente, n. 1948)
- Zequinha de Abreu, compositore e musicista brasiliano (Santa Rita do Passa Quatro, n. 1880 - San Paolo, † 1935)

## Condottieri(1)
- José Carrillo de Albornoz, duca di Montemar, condottiero spagnolo (Siviglia, n. 1671 - Madrid, † 1747)

## Conduttori televisivi(1)
- Jô Soares, conduttore televisivo, scrittore e umorista brasiliano (Rio de Janeiro, n. 1938 - San Paolo del Brasile, † 2022)

## Criminali(3)
- José Gonzalo Rodríguez Gacha, criminale colombiano (Pacho, n. 1947 - Tolú, † 1989)
- José Santacruz Londoño, criminale colombiano (Cali, n. 1943 - Medellín, † 1996)
- José Ramón Prado Bugallo, criminale spagnolo (Cambados, n. 1955)

## Danzatori(2)
- José Limón, danzatore e coreografo messicano (Culiacán, n. 1908 - Flemington, † 1972)
- José Carlos Martínez, ballerino e coreografo spagnolo (Cartagena, n. 1969)

## Diplomatici(6)
- José Manuel Albares, diplomatico e politico spagnolo (Madrid, n. 1972)
- José Miró Cardona, diplomatico e politico cubano (L'Avana, n. 1902 - San Juan, † 1974)
- José Joaquín de Montealegre, diplomatico e politico spagnolo (Siviglia, n. 1698 - Venezia, † 1771)
- José Joaquín Pérez, diplomatico e politico cileno (Santiago del Cile, n. 1801 - Santiago del Cile, † 1889)
- José Viegas Filho, diplomatico e politico brasiliano (Campo Grande, n. 1942)
- José Nicolás de Azara, diplomatico, mecenate e collezionista d'arte spagnolo (Barbuñales, n. 1730 - Parigi, † 1804)

## Direttori d'orchestra(2)
- José Maria Sciutto, direttore d'orchestra argentino (Buenos Aires, n. 1947)
- José Serebrier, direttore d'orchestra e compositore uruguaiano (Montevideo, n. 1938)

## Direttori della fotografia(1)
- José Luis Alcaine, direttore della fotografia spagnolo (Tangeri, n. 1938)

## Dirigenti sportivi(19)
- José María Aguilar, dirigente sportivo argentino (Buenos Aires, n. 1962)
- José Ramón Alexanko, dirigente sportivo, allenatore di calcio e ex calciatore spagnolo (Barakaldo, n. 1956)
- José Anigo, dirigente sportivo, allenatore di calcio e ex calciatore francese (Marsiglia, n. 1961)
- José Luis Arrieta, dirigente sportivo e ex ciclista su strada spagnolo (San Sebastián, n. 1971)
- José Azevedo, dirigente sportivo e ex ciclista su strada portoghese (Vila do Conde, n. 1973)
- José Bacigaluppi, dirigente sportivo argentino († 1931)
- José Bernasconi, dirigente sportivo argentino
- José Luis Caminero, dirigente sportivo e ex calciatore spagnolo (Madrid, n. 1967)
- José Cevallos, dirigente sportivo, politico e ex calciatore ecuadoriano (Ancón, n. 1971)
- José Chamot, dirigente sportivo, allenatore di calcio e ex calciatore argentino (Concepción del Uruguay, n. 1969)
- José França, dirigente sportivo, allenatore di calcio e ex calciatore brasiliano (Aracaju, n. 1955)
- José Vicente García, dirigente sportivo e ex ciclista su strada spagnolo (San Sebastián, n. 1972)
- José Antonio García Calvo, dirigente sportivo e ex calciatore spagnolo (Madrid, n. 1975)
- José Iván Gutiérrez, dirigente sportivo e ex ciclista su strada spagnolo (Hinojedo, n. 1978)
- Josep Lluís Núñez, dirigente sportivo spagnolo (Guriezo, n. 1931 - Barcellona, † 2018)
- Marcelo Salas, dirigente sportivo e ex calciatore cileno (Temuco, n. 1974)
- José Vicente de Moura, dirigente sportivo portoghese (n. 1937)
- José Ángel Vidal, dirigente sportivo e ex ciclista su strada spagnolo (Padrón, n. 1969)
- José Cláudio dos Reis, dirigente sportivo brasiliano (San Paolo, n. 1939 - San Paolo, † 1999)

## Disc jockey(1)
- José Padilla, disc jockey e produttore discografico spagnolo (Barcellona, n. 1955 - Ibiza, † 2020)

## Disegnatori(2)
- José Cardero, disegnatore e artista spagnolo (Écija, n. 1766)
- José Muñoz, disegnatore argentino (Buenos Aires, n. 1942)

## Doppiatori(1)
- José Lavat, doppiatore messicano (Città del Messico, n. 1948 - Città del Messico, † 2018)

## Drammaturghi(4)
- José Luis Alonso de Santos, drammaturgo e regista teatrale spagnolo (Valladolid)
- José Amador de los Ríos, drammaturgo spagnolo (Baena, n. 1818 - Siviglia, † 1878)
- José Cardoso Pires, drammaturgo e scrittore portoghese (Vila de Rei, n. 1925 - Lisbona, † 1998)
- José Triana, drammaturgo cubano (L'Avana, n. 1931 - Parigi, † 2018)

## Economisti(4)
- José Luis Escrivá, economista e politico spagnolo (Albacete, n. 1960)
- José Luis Espert, economista e politico argentino (Pergamino, n. 1961)
- José Piñera, economista e politico cileno (Santiago del Cile, n. 1948)
- José Serrato, economista, ingegnere e politico uruguaiano (Montevideo, n. 1868 - Montevideo, † 1960)

## Educatori(2)
- José Manuel Marroquín, educatore, scrittore e politico colombiano (Bogotà, n. 1827 - Bogotà, † 1908)
- José Benjamín Zubiaur, educatore e dirigente sportivo argentino (Paraná, n. 1856 - Buenos Aires, † 1921)

## Esploratori(2)
- José Joaquín Moraga, esploratore (Tumacácori, n. 1745)
- José Antônio Pereira, esploratore brasiliano (Barbacena, n. 1825 - Campo Grande, † 1900)

## Farmacologi(1)
- José María Albareda, farmacologo, agronomo e presbitero spagnolo (Caspe, n. 1902 - Madrid, † 1966)

## Filologi(3)
- José Manuel Blecua Teijeiro, filologo e critico letterario spagnolo (Alcolea de Cinca, n. 1913 - Barcellona, † 2003)
- José Leite de Vasconcelos, filologo, etnografo e archeologo portoghese (Tarouca, n. 1858 - Lisbona, † 1941)
- José Manuel Losada, filologo, scrittore e critico letterario spagnolo (Zamora, n. 1962)

## Filosofi(10)
- José Barata-Moura, filosofo, politico e cantante portoghese (Lisbona, n. 1948)
- José Gil, filosofo e saggista portoghese (Muecate, n. 1939)
- José Maria da Cunha Seixas, filosofo portoghese (São João da Pesqueira, n. 1836 - Lisbona, † 1895)
- José Ortega y Gasset, filosofo e sociologo spagnolo (Madrid, n. 1883 - Madrid, † 1955)
- Sampaio Bruno, filosofo e scrittore portoghese (Porto, n. 1857 - Porto, † 1915)
- Teixeira Rego, filosofo, scrittore e giornalista portoghese (Matosinhos, n. 1881 - Matosinhos, † 1934)
- José de la Riva-Agüero y Osma, filosofo, politico e storico peruviano (Lima, n. 1885 - Lima, † 1944)
- Xavier Zubiri, filosofo spagnolo (San Sebastián, n. 1898 - Madrid, † 1983)
- José Marinho, filosofo portoghese (Porto, n. 1904 - Lisbona, † 1975)
- José Pedro Galvão de Sousa, filosofo e giurista brasiliano (San Paolo, n. 1912 - † 1992)

## Fotografi(1)
- Christiano Junior, fotografo e giornalista portoghese (Santa Cruz das Flores, n. 1832 - Asunción, † 1902)

## Francescani(1)
- José Mojica, francescano, attore e tenore messicano (San Gabriel, n. 1895 - Lima, † 1974)

## Fumettisti(6)
- José Cabrero Arnal, fumettista spagnolo (Castilsabás, n. 1909 - Antibes, † 1982)
- Ed Benes, fumettista brasiliano (Alto Santo, n. 1972)
- José Escobar Saliente, fumettista spagnolo (Barcellona, n. 1908 - Barcellona, † 1994)
- José Ortiz, fumettista spagnolo (Cartagena, n. 1932 - Valencia, † 2013)
- José Salinas, fumettista argentino (Buenos Aires, n. 1908 - Buenos Aires, † 1985)
- José de Huéscar, fumettista spagnolo (Albacete, n. 1938 - Aouste-sur-Sye, † 2007)

## Generali(35)
- José Fernando de Abascal y Sousa, generale spagnolo (Oviedo, n. 1743 - Madrid, † 1821)
- Hipólito Villa, generale messicano (Durango, n. 1881 - Chihuahua, † 1964)
- José Borjes, generale spagnolo (Vernet, n. 1813 - Tagliacozzo, † 1861)
- José Tomás Boves, generale spagnolo (Oviedo, n. 1782 - Anzoátegui, † 1814)
- Valentín Canalizo, generale e politico messicano (Monterrey, n. 1794 - Città del Messico, † 1850)
- Rafael Carrera, generale e politico guatemalteco (Città del Guatemala, n. 1814 - Città del Guatemala, † 1865)
- José Miguel Carrera, generale e patriota cileno (Santiago del Cile, n. 1785 - Mendoza, † 1821)
- José María Córdova, generale colombiano (Concepción, n. 1799 - El Santuario, † 1829)
- José Eduvigis Díaz, generale paraguaiano (Pirayú, n. 1833 - Paso Pucú, † 1867)
- Pablo de Escandón, generale, giocatore di polo e diplomatico messicano (Città del Messico, n. 1856 - Città del Messico, † 1926)
- José Félix Estigarribia, generale e politico paraguaiano (Caraguatay, n. 1888 - Altos, † 1940)
- José Vicente de Freitas, generale e politico portoghese (Calheta, n. 1869 - Lisbona, † 1952)
- Pablo González Garza, generale e politico messicano (Lampazos de Naranjo, n. 1879 - Monterrey, † 1950)
- Manuel de Guirior, generale spagnolo (Aoiz, n. 1708 - Madrid, † 1788)
- José María Leyva, generale, politico e rivoluzionario messicano (Tetaroba El Fuerte, n. 1877 - Città del Messico, † 1956)
- José Miaja, generale e politico spagnolo (Oviedo, n. 1878 - Città del Messico, † 1958)
- Manuel de Mier y Terán, generale messicano (Città del Messico, n. 1789 - Padilla, † 1832)
- José Millán-Astray, generale e politico spagnolo (La Coruña, n. 1879 - Madrid, † 1954)
- José Domingo Molina Gómez, generale e politico argentino (San Fernando del Valle de Catamarca, n. 1896 - Buenos Aires, † 1969)
- Guillermo Moncada, generale cubano (Santiago di Cuba, n. 1841 - Songo-La Maya, † 1895)
- José Moscardó Ituarte, generale e dirigente sportivo spagnolo (Madrid, n. 1878 - Madrid, † 1956)
- José María Obando, generale colombiano (Caloto, n. 1795 - Sobachoque, † 1861)
- José Olaguer-Feliú, generale spagnolo (Manila, n. 1857 - Madrid, † 1929)
- José Rebolledo de Palafox, generale spagnolo (Saragozza, n. 1775 - Madrid, † 1847)
- José María Paz, generale argentino (Córdoba, n. 1791 - Buenos Aires, † 1854)
- José Joaquín Prieto, generale e politico cileno (Concepción, n. 1786 - Santiago del Cile, † 1854)
- Efraín Ríos Montt, generale e politico guatemalteco (Huehuetenango, n. 1926 - Città del Guatemala, † 2018)
- José Mariano Salas, generale e politico messicano (Città del Messico, n. 1797 - Città del Messico, † 1867)
- José de San Martín, generale, patriota e rivoluzionario argentino (Yapeyú, n. 1778 - Boulogne-sur-Mer, † 1850)
- José Sanjurjo, generale spagnolo (Pamplona, n. 1872 - Estoril, † 1936)
- José de Santiago Concha, generale e politico spagnolo (Lima, n. 1667 - Lima)
- José de la Serna e Hinojosa, generale spagnolo (Jerez de la Frontera, n. 1770 - Cadice, † 1832)
- José Félix Uriburu, generale e politico argentino (Salta, n. 1868 - Parigi, † 1932)
- José Enrique Varela, generale e politico spagnolo (San Fernando, n. 1891 - Tangeri, † 1952)
- Miguel Ydígoras Fuentes, generale e politico guatemalteco (Retalhuleu, n. 1895 - Città del Guatemala, † 1982)

## Gesuiti(4)
- José de Acosta, gesuita e scrittore spagnolo (Medina del Campo, n. 1539 - Salamanca, † 1600)
- José de Anchieta, gesuita, linguista e missionario spagnolo (San Cristóbal de La Laguna, n. 1534 - Anchieta, † 1597)
- José Gabriel Funes, gesuita e astronomo argentino (Córdoba, n. 1963)
- José O'Callaghan, gesuita, archeologo e papirologo spagnolo (Tortosa, n. 1922 - Barcellona, † 2001)

## Giocatori di baseball(13)
- José Abreu, giocatore di baseball cubano (Cruces, n. 1987)
- José Altuve, giocatore di baseball venezuelano (Puerto Cabello, n. 1990)
- José Bautista, ex giocatore di baseball dominicano (Santo Domingo, n. 1980)
- Miguel Cabrera, giocatore di baseball venezuelano (Maracay, n. 1983)
- José Canseco, ex giocatore di baseball cubano (L'Avana, n. 1964)
- Alex Cora, ex giocatore di baseball, allenatore di baseball e dirigente sportivo portoricano (Caguas, n. 1975)
- José Raúl Delgado, giocatore di baseball cubano (n. 1960)
- José Estrada González, ex giocatore di baseball cubano (Matanzas, n. 1967)
- Albert Pujols, giocatore di baseball dominicano (Santo Domingo, n. 1980)
- José Quintana, giocatore di baseball colombiano (Arjona, n. 1989)
- José Ramírez, giocatore di baseball dominicano (Baní, n. 1992)
- José Valverde, giocatore di baseball dominicano (San Pedro de Macorís, n. 1978)
- José Méndez, giocatore di baseball cubano (Cárdenas, n. 1887 - L'Avana, † 1928)

## Giocatori di beach volley(1)
- José Marco de Melo, ex giocatore di beach volley brasiliano (João Pessoa, n. 1971)

## Giocatori di calcio a 5(15)
- José Carvajal, ex giocatore di calcio a 5 costaricano (n. 1968)
- José Antonio Fernández Castellano, giocatore di calcio a 5 spagnolo (Cadice, n. 1991)
- Claudio Guerra, ex giocatore di calcio a 5 uruguaiano (Montevideo, n. 1966)
- José Iglesias, ex giocatore di calcio a 5 spagnolo (n. 1965)
- Josiko, giocatore di calcio a 5 spagnolo (Cartagena, n. 1992)
- Venancio López, ex giocatore di calcio a 5 e allenatore di calcio a 5 spagnolo (Bilbao, n. 1964)
- José Carlos López Lozano, ex giocatore di calcio a 5 spagnolo (Barcellona, n. 1983)
- José Raya, giocatore di calcio a 5 spagnolo (Granada, n. 1997)
- José Revert, giocatore di calcio a 5 spagnolo (Banyeres de Mariola, n. 1985)
- José Rodríguez, ex giocatore di calcio a 5 cubano (n. 1970)
- José Rotella, giocatore di calcio a 5 paraguaiano (Asunción, n. 1983)
- José Ruiz, ex giocatore di calcio a 5 spagnolo (Barcellona, n. 1983)
- Beto Santana, giocatore di calcio a 5 brasiliano (Fortaleza, n. 1952 - Fortaleza, † 2004)
- Tadeu Sartori, ex giocatore di calcio a 5 brasiliano (Passo Fundo, n. 1974)
- José Sánchez, ex giocatore di calcio a 5 paraguaiano (n. 1964)

## Giocatori di football americano(4)
- JJ Arcega-Whiteside, giocatore di football americano spagnolo (Utebo, n. 1996)
- José Edvaldo, giocatore di football americano brasiliano (n. 1989)
- José Carlos Maltos Diaz, giocatore di football americano messicano (Monterrey, n. 1991)
- Guillermo Ruiz Burguete, ex giocatore di football americano e allenatore di football americano messicano (Città del Messico, n. 1976)

## Giocatori di freccette(1)
- José de Sousa, giocatore di freccette portoghese (Azambuja, n. 1974)

## Giocatori di palla basca(1)
- José de Amézola, giocatore di palla basca spagnolo (Izarra, n. 1874 - Cercedilla, † 1922)

## Giocatori di polo(2)
- Eustaquio de Escandón, giocatore di polo messicano (Parigi, n. 1862 - † 1933)
- Manuel de Escandón, giocatore di polo messicano (Città del Messico, n. 1857 - Città del Messico, † 1940)

## Giornalisti(16)
- José de Castro, giornalista, avvocato e politico portoghese (Guarda, n. 1868 - Lisbona, † 1929)
- José Clavijo y Fajardo, giornalista spagnolo (Lanzarote, n. 1730 - Madrid, † 1806)
- José Couso, giornalista spagnolo (Ferrol, n. 1965 - Baghdad, † 2003)
- Iñaki Gabilondo, giornalista spagnolo (San Sebastián, n. 1942)
- José Santos Gollán, giornalista argentino (Paraná, n. 1887 - † 1970)
- Práxedis Guerrero, pubblicista, rivoluzionario e anarchico messicano (San Felipe, n. 1882 - Janos, † 1910)
- Juca Kfouri, giornalista, conduttore televisivo e telecronista sportivo brasiliano (San Paolo, n. 1950)
- José Luis López de Lacalle, giornalista e attivista spagnolo (Tolosa, n. 1938 - Andoain, † 2000)
- José Carlos Mariátegui, giornalista, sociologo e politico peruviano (Moquegua, n. 1894 - Lima, † 1930)
- Jaime Maussan, giornalista, scrittore e ufologo messicano (Città del Messico, n. 1953)
- José María Portell, giornalista spagnolo (Barakaldo, n. 1933 - Portugalete, † 1978)
- José Portogalo, giornalista, poeta e scrittore italiano (Savelli, n. 1904 - Buenos Aires, † 1973)
- José Ignacio Rivero, giornalista cubano (L'Avana, n. 1920 - Miami, † 2011)
- José María Salaverría, giornalista e scrittore spagnolo (Vinaroz, n. 1873 - Madrid, † 1940)
- José Rubén Zamora, giornalista e imprenditore guatemalteco (n. 1956)
- José Rodrigues dos Santos, giornalista e scrittore portoghese (Beira, n. 1964)

## Giuristi(5)
- Valentín Alsina, giurista e politico argentino (Buenos Aires, n. 1802 - Buenos Aires, † 1869)
- José Ferreira Borges, giurista e politico portoghese (Porto, n. 1786 - Porto, † 1838)
- José Calvo Sotelo, giurista e politico spagnolo (Tui, n. 1893 - Madrid, † 1936)
- José Corts Grau, giurista e politico spagnolo (Fortaleny, n. 1905 - Valencia, † 1995)
- José Manuel Rodríguez Uribes, giurista e politico spagnolo (Valencia, n. 1968)

## Golfisti(2)
- José María Cañizares, golfista spagnolo (Madrid, n. 1947)
- José María Olazábal, golfista spagnolo (Fuenterrabía, n. 1966)

## Hockeisti su ghiaccio(1)
- José Théodore, ex hockeista su ghiaccio canadese (Laval, n. 1976)

## Hockeisti su pista(2)
- José Soares Costa, hockeista su pista portoghese (Barcelos, n. 1991)
- José Diogo, hockeista su pista portoghese (Alenquer, n. 1993)

## Hockeisti su prato(1)
- José Colomer, hockeista su prato spagnolo (n. 1935 - † 2013)

## Illusionisti(1)
- Pepe Carroll, illusionista e personaggio televisivo spagnolo (Calatayud, n. 1957 - Saragozza, † 2004)

## Illustratori(1)
- José María Carnicero, illustratore spagnolo (Madrid, n. 1911 - Badalona, † 1950)

## Imprenditori(3)
- José Barroso Chávez, imprenditore messicano (Città del Messico, n. 1925 - Città del Messico, † 2008)
- José Ignacio Sánchez Galán, imprenditore spagnolo (Salamanca, n. 1950)
- José María del Nido, imprenditore spagnolo (n. 1957)

## Incisori(1)
- José Guadalupe Posada, incisore messicano (Aguascalientes, n. 1851 - Città del Messico, † 1913)

## Ingegneri(3)
- José Árbol y Bonilla, ingegnere e astronomo messicano (Zacatecas, n. 1853 - Città del Messico, † 1920)
- José Fernando Escobar Estrada, ingegnere e politico colombiano (Itagüí, n. 1972)
- José Luis Jordán Peña, ingegnere spagnolo (Alicante, n. 1931 - Madrid, † 2014)

## Insegnanti(3)
- José Luis Dader, docente e editorialista spagnolo (Ciudad Real, n. 1955)
- José María Macarulla, docente spagnolo (Ivars d'Urgell, n. 1932 - Bilbao, † 2012)
- José Manuel Rodríguez Delgado, docente e neurofisiologo spagnolo (Ronda, n. 1915 - San Diego, † 2011)

## Letterati(1)
- José Ramón Fernández de Luanco, letterato spagnolo (Castropol, n. 1825 - Castropol, † 1905)

## Lottatori(1)
- José Rodríguez Hernández, lottatore messicano (n. 1995)

## Magistrati(1)
- José Linhares, magistrato e politico brasiliano (Baturité, n. 1886 - Caxambu, † 1957)

## Marciatori(2)
- José Marín, ex marciatore spagnolo (El Prat de Llobregat, n. 1950)
- José Pedraza, marciatore messicano (Rancho La Mojonera, n. 1937 - Città del Messico, † 1998)

## Matematici(3)
- José Adem, matematico messicano (Tuxpan, n. 1921 - Città del Messico, † 1991)
- José Anastacio da Cunha, matematico portoghese (Lisbona, n. 1744 - Lisbona, † 1787)
- José Echegaray y Eizaguirre, matematico, drammaturgo e politico spagnolo (Madrid, n. 1832 - Madrid, † 1916)

## Medici(5)
- José Bernardo de Figueiredo, medico e diplomatico brasiliano (Pernambuco, n. 1805 - San Pietroburgo, † 1887)
- José Gregorio Hernández, medico venezuelano (Isnotú, n. 1864 - Caracas, † 1919)
- José Luna, medico filippino (Tayabas, n. 1861 - Manila, † 1917)
- José Román Manzanete, medico spagnolo (Algeciras, n. 1902)
- José Quer y Martínez, medico e botanico spagnolo (Perpignano, n. 1695 - † 1764)

## Mezzofondisti(5)
- José Manuel Abascal, ex mezzofondista spagnolo (Alceda, n. 1958)
- José Luíz Barbosa, ex mezzofondista brasiliano (Três Lagoas, n. 1961)
- José Luis González, ex mezzofondista spagnolo (Villaluenga de la Sagra, n. 1957)
- José Manuel Martínez, mezzofondista e maratoneta spagnolo (Madrid, n. 1971)
- José Antonio Redolat, ex mezzofondista spagnolo (n. 1976)

## Militari(38)
- José de Abreu, militare brasiliano (San Carlos, n. 1770 - Rosário do Sul, † 1827)
- José Aguilar, militare spagnolo
- Cacique Aramare, militare venezuelano (Amazonas, n. 1831 - Amazonas, † 1896)
- José Inocencio Arias, militare e politico argentino (Buenos Aires, n. 1846 - La Plata, † 1912)
- José de Armendáriz, militare spagnolo (Ribaforada, n. 1670 - Madrid)
- José Gervasio Artigas, militare e politico uruguaiano (Montevideo, n. 1764 - Asunción, † 1850)
- José de Bustamante y Guerra, militare e esploratore spagnolo (Corvera de Toranzo, n. 1759 - Madrid, † 1825)
- José de Canterac, militare spagnolo (Casteljaloux, n. 1787 - Madrid, † 1835)
- José Raimundo Carrillo, militare statunitense (Loreto, n. 1749 - San Diego, † 1809)
- José Castellanos Contreras, militare e diplomatico salvadoregno (San Vicente, n. 1893 - San Salvador, † 1977)
- José Maria Rita de Castelo Branco, militare e politico portoghese (Salvaterra de Magos, n. 1788 - Lisbona, † 1872)
- Ignacio Comonfort, militare e politico messicano (Amozoc, n. 1812 - Chamacuero, † 1863)
- José de Córdoba y Rojas, militare spagnolo (San Fernando, n. 1774 - Potosí, † 1810)
- José Manuel de Ezpeleta, ufficiale e politico spagnolo (n. 1739 - † 1823)
- José de Ezquerra y Guirior, militare spagnolo (Tudela, n. 1756 - Algeciras, † 1801)
- José Ramón Fernández, militare e politico cubano (Santiago di Cuba, n. 1923 - L'Avana, † 2019)
- José Manuel de Goyeneche, militare spagnolo (Arequipa, n. 1776 - Madrid, † 1846)
- Leandro Gómez, militare uruguaiano (Montevideo, n. 1811 - Paysandú, † 1865)
- José Miguel Gómez, militare e politico cubano (Sancti Spíritus, n. 1858 - New York, † 1921)
- José de Iturrigaray, militare spagnolo (Cadice, n. 1742 - Madrid, † 1815)
- José Miguel de Carvajal-Vargas, ufficiale spagnolo (Lima, n. 1771 - Parigi, † 1828)
- José María Lemus, militare e politico salvadoregno (La Unión, n. 1911 - New York, † 1993)
- José Machain, militare paraguaiano (Asunción, n. 1778 - † 1849)
- José Manso de Velasco, militare e politico spagnolo (Torrecilla en Cameros, n. 1688 - Priego de Córdoba, † 1767)
- Francisco Morazán, militare e politico honduregno (Tegucigalpa, n. 1792 - Cartago, † 1842)
- José María Narváez, militare, esploratore e navigatore spagnolo (Cadice, n. 1768 - Guadalajara, † 1840)
- José Prudencio Padilla, militare colombiano (Riohacha, n. 1784 - Bogotà, † 1828)
- José María Pignatelli de Aragón y Gonzaga, militare spagnolo (Saragozza, n. 1744 - Bordeaux, † 1774)
- José Alfonso Pizarro, ufficiale spagnolo (Murcia, n. 1689 - Madrid, † 1762)
- José Primo de Rivera, militare e politico spagnolo (Algeciras, n. 1777 - Siviglia, † 1853)
- José Félix Ribas, militare e patriota venezuelano (Caracas, n. 1775 - Tucupido, † 1815)
- José Rondeau, militare e politico argentino (Buenos Aires, n. 1775 - Montevideo, † 1844)
- José Gregorio Suárez, militare uruguaiano (Montevideo, n. 1813 - Montevideo, † 1879)
- José David Toro Ruilova, militare e politico boliviano (Sucre, n. 1898 - Santiago del Cile, † 1977)
- Taur Matan Ruak, ex militare e politico est-timorese (Baguia, n. 1956)
- José Velásquez, militare e esploratore spagnolo (Sonora, n. 1717 - † 1785)
- José Villalba Rubio, militare spagnolo (Toledo, n. 1880 - Madrid, † 1960)
- José de Azlor y Virto de Vera, militare e politico spagnolo († 1734)

## Modelli(1)
- José Fidalgo, modello e attore portoghese (Lisbona, n. 1979)

## Mountain biker(1)
- José Antonio Hermida, mountain biker e ciclocrossista spagnolo (Puigcerdà, n. 1978)

## Musicisti(6)
- José Antonio Abreu, musicista, attivista e politico venezuelano (Valera, n. 1939 - Caracas, † 2018)
- Leiva, musicista e cantautore spagnolo (Madrid, n. 1980)
- Dominguinhos, musicista, cantante e compositore brasiliano (Garanhuns, n. 1941 - San Paolo, † 2013)
- Hevia, musicista spagnolo (Villaviciosa, n. 1967)
- José Mário Branco, musicista, cantante e attore portoghese (Porto, n. 1942 - Lisbona, † 2019)
- José Reyes, musicista e compositore dominicano (Santo Domingo, n. 1836 - † 1905)

## Naturalisti(2)
- José Arechavaleta, naturalista spagnolo (Urioste, n. 1838 - Montevideo, † 1912)
- José Vicente Barbosa du Bocage, naturalista e politico portoghese (Funchal, n. 1823 - Lisbona, † 1907)

## Navigatori(1)
- José Manuel Pareja, marinaio e militare spagnolo (Lima, n. 1813 - Valparaíso, † 1865)

## Nobili(2)
- José Muñoz y Borbón, nobile spagnolo (Parigi, n. 1843 - Pau, † 1863)
- José Maria de Almeida Sá e Meneses, nobile portoghese (n. 1784 - Londra, † 1827)

## Nuotatori(8)
- José Sylvio Fiolo, ex nuotatore brasiliano (Campinas, n. 1950)
- José González Ferrer, ex nuotatore portoricano (n. 1977)
- José González Esplugas, nuotatore spagnolo (Barcellona, n. 1906 - Barcellona, † 1997)
- José Meolans, ex nuotatore argentino (Córdoba, n. 1978)
- Agustín Mestres, nuotatore e pallanuotista spagnolo (Barcellona, n. 1923 - Barcellona, † 1999)
- José Pujol, ex nuotatore spagnolo (Barcellona, n. 1951)
- Joaquín Pujol, ex nuotatore spagnolo (Barcellona, n. 1946)
- José Carlos Souza, ex nuotatore brasiliano (San Paolo, n. 1971)

## Organisti(2)
- Ezechiele Huerta Gutiérrez, organista messicano (Magdalena, n. 1876 - Guadalajara, † 1927)
- Emerico Lobo de Mesquita, organista e compositore brasiliano (Vila do Príncipe, n. 1746 - Rio de Janeiro, † 1805)

## Ornitologi(1)
- José Castulo Zeledón, ornitologo costaricano (n. 1846 - † 1923)

## Ostacolisti(1)
- José Reynaldo Bencosme de Leon, ostacolista italiano (Concepción de la Vega, n. 1992)

## Paleontologi(1)
- José Bonaparte, paleontologo argentino (Rosario, n. 1928 - Mercedes, † 2020)

## Pallamanisti(1)
- José Javier Hombrados, ex pallamanista spagnolo (Madrid, n. 1972)

## Pallanuotisti(7)
- José Castro Porca, pallanuotista uruguaiano (Montevideo, n. 1915)
- José Manuel Correia, pallanuotista portoghese (Oeiras, n. 1925)
- Nicolas Dumont, pallanuotista belga (Bruxelles, n. 1940)
- José Fontanet, pallanuotista spagnolo (Barcellona, n. 1900 - Barcellona, † 1941)
- José Olguín, pallanuotista messicano (n. 1926 - Città del Messico, † 1998)
- José María Puig, pallanuotista spagnolo (Barcellona, n. 1903 - Barcellona, † 1980)
- José Pujol, pallanuotista spagnolo (Barcellona, n. 1922 - † 2013)

## Pallavolisti(10)
- José Cáceres, pallavolista dominicano (Tamayo, n. 1981)
- José Guilloty, pallavolista portoricano (n. 1977)
- José Gutiérrez, pallavolista cubano (Santa Clara, n. 2001)
- José Luis Moltó, ex pallavolista spagnolo (Cocentaina, n. 1975)
- José Montanaro, ex pallavolista brasiliano (San Paolo, n. 1958)
- José Mulero, pallavolista portoricano (Caguas, n. 1991)
- José Pacheco, pallavolista portoricano (n. 1997)
- José Ribas, ex pallavolista portoricano (San Juan, n. 1991)
- José Rivera, pallavolista portoricano (Chicago, n. 1977)
- Esteban de Palma, ex pallavolista argentino (Buenos Aires, n. 1970)

## Pastori protestanti(1)
- José Míguez Bonino, pastore protestante e teologo argentino (Rosario, n. 1924 - Tandil, † 2012)

## Patrioti(3)
- José María Aguirre, patriota argentino (Santa Fe, n. 1783 - Buenos Aires, † 1847)
- José Bonifácio de Andrada e Silva, patriota brasiliano (n. 1763 - † 1838)
- José María Luis Mora, patriota messicano (Chamacuero, n. 1794 - Parigi, † 1850)

## Pedagogisti(1)
- José Joaquín Ortiz, pedagogista colombiano (Tunja, n. 1814 - Bogotà, † 1892)

## Percussionisti(1)
- José Chepito Areas, percussionista nicaraguense (León, n. 1946)

## Pianisti(3)
- José Iturbi, pianista, clavicembalista e direttore d'orchestra spagnolo (Valencia, n. 1895 - Los Angeles, † 1980)
- José Serrano Simeón, pianista, compositore e musicologo spagnolo (Sueca, n. 1873 - Madrid, † 1941)
- José Sevenants, pianista e compositore belga (Bruxelles, n. 1868 - Bruxelles, † 1946)

## Piloti automobilistici(4)
- José Froilán González, pilota automobilistico argentino (Arrecifes, n. 1922 - Arrecifes, † 2013)
- Pedro Lamy, pilota di Formula 1 portoghese (Alenquer, n. 1972)
- José María López, pilota automobilistico argentino (Río Tercero, n. 1983)
- José Carlos Pace, pilota automobilistico brasiliano (San Paolo, n. 1944 - Mairiporã, † 1977)

## Piloti di rally(3)
- Maykel del Cid, pilota di rally spagnolo (n. 1950 - Vitoria-Gasteiz, † 2015)
- Txema Foronda, pilota di rally spagnolo (n. 1956)
- Pepe López, pilota di rally spagnolo (Madrid, n. 1995)

## Piloti motociclistici(4)
- José Luis Cardoso, pilota motociclistico spagnolo (Siviglia, n. 1975)
- José Ignacio Cornejo, pilota motociclistico cileno (Iquique, n. 1994)
- José Antonio Rueda, pilota motociclistico spagnolo (Siviglia, n. 2005)
- José David de Gea, pilota motociclistico spagnolo (Cehegín, n. 1977)

## Pistard(3)
- José Antonio Escuredo, ex pistard spagnolo (Gerona, n. 1970)
- José Manuel Moreno Periñán, ex pistard spagnolo (Amsterdam, n. 1969)
- José Youshimatz, ex pistard messicano (n. 1962)

## Pittori(32)
- José Abella y Garaulet, pittore spagnolo (Valencia, n. 1800 - † 1884)
- José Felipe Abárzuza y Rodríguez de Arias, pittore spagnolo (Cadice, n. 1871 - Puerto Real, † 1948)
- José Acevedo, pittore spagnolo (Castropol)
- José Ferraz de Almeida Júnior, pittore brasiliano (Itu, n. 1850 - Piracicaba, † 1899)
- José Manuel Ballester, pittore e fotografo spagnolo (Madrid, n. 1960)
- José Denis Belgrano, pittore spagnolo (Malaga, n. 1844 - † 1917)
- José Benlliure y Gil, pittore spagnolo (Valencia, n. 1855 - Valencia, † 1937)
- José Bermudo Mateos, pittore spagnolo (Trujillo, n. 1853 - Madrid, † 1920)
- José Casado del Alisal, pittore spagnolo (Villada, n. 1830 - Palencia, † 1886)
- José Manuel Félix Magdalena, pittore e scultore spagnolo (Mieres, n. 1941)
- José Luis Gutiérrez Solana, pittore e scrittore spagnolo (Madrid, n. 1885 - Madrid, † 1945)
- José Gómez Abad, pittore spagnolo (Pechina, n. 1904 - Almeria, † 1993)
- José Jiménez Aranda, pittore spagnolo (Siviglia, n. 1837 - Siviglia, † 1903)
- José de Ibarra, pittore messicano (Guadalajara, n. 1688 - Città del Messico, † 1756)
- Francisco Laso, pittore e politico peruviano (Tacna, n. 1823 - distretto di San Mateo, † 1869)
- José Luzán, pittore spagnolo (Saragozza, n. 1710 - Saragozza, † 1785)
- José María López Mezquita, pittore spagnolo (Granada, n. 1883 - Madrid, † 1954)
- José de Madrazo, pittore spagnolo (Santander, n. 1781 - Madrid, † 1859)
- José Malhoa, pittore portoghese (Caldas da Rainha, n. 1855 - Figueiró dos Vinhos, † 1933)
- Requena Nozal, pittore spagnolo (Saragozza, n. 1947)
- José Clemente Orozco, pittore messicano (Ciudad Guzmán, n. 1883 - Città del Messico, † 1949)
- José Ortega, pittore e scultore spagnolo (Arroba de los Montes, n. 1921 - Parigi, † 1990)
- José Ribelles, pittore e incisore spagnolo (Valencia, n. 1778 - Madrid, † 1835)
- José Ruiz y Blasco, pittore e docente spagnolo (Malaga, n. 1838 - Barcellona, † 1913)
- José Maria Veloso Salgado, pittore portoghese (Santa Maria de Melon, n. 1864 - Lisbona, † 1945)
- José Roberto Torrent Prats, pittore spagnolo (Ciutadella de Menorca, n. 1904 - † 1990)
- José Vela Zanetti, pittore spagnolo (Milagros, n. 1913 - Burgos, † 1999)
- José María Velasco, pittore messicano (Temascalcingo, n. 1840 - Città del Messico, † 1912)
- José Villegas Cordero, pittore spagnolo (Siviglia, n. 1844 - Madrid, † 1921)
- Almada Negreiros, pittore e poeta portoghese (São Tomé, n. 1893 - Lisbona, † 1970)
- José Rodríguez de la Oliva, pittore e scultore spagnolo (San Cristóbal de La Laguna, n. 1695 - San Cristóbal de La Laguna, † 1777)
- José del Castillo, pittore e incisore spagnolo (Madrid, n. 1737 - Madrid, † 1793)

## Poeti(31)
- Oswald de Andrade, poeta brasiliano (San Paolo, n. 1890 - San Paolo, † 1954)
- José Manuel Caballero Bonald, poeta e scrittore spagnolo (Jerez de la Frontera, n. 1926 - Madrid, † 2021)
- José Santos Chocano, poeta, scrittore e diplomatico peruviano (Lima, n. 1875 - Santiago del Cile, † 1934)
- José Craveirinha, poeta mozambicano (Lourenço Marques, n. 1922 - Maputo, † 2003)
- José Delitala y Castelvì, poeta, militare e politico italiano (Cagliari, n. 1627 - Cagliari, † 1703)
- Esteban Echeverría, poeta, scrittore e attivista argentino (Buenos Aires, n. 1805 - Montevideo, † 1851)
- José de Espronceda, poeta, giornalista e politico spagnolo (Almendralejo, n. 1808 - Madrid, † 1842)
- José Maria Gabriel y Galán, poeta spagnolo (Frades de la Sierra, n. 1870 - Guijo de Granadilla, † 1905)
- José Basílio da Gama, poeta brasiliano (Tiradentes, n. 1740 - Lisbona, † 1795)
- José García Nieto, poeta e scrittore spagnolo (Oviedo, n. 1914 - Madrid, † 2001)
- José García Villa, poeta e critico letterario filippino (Manila, n. 1908 - New York, † 1997)
- José María Heredia, poeta cubano (Santiago di Cuba, n. 1803 - Toluca, † 1839)
- José Luis Hidalgo, poeta spagnolo (Torres, n. 1919 - Madrid, † 1947)
- José Hierro, poeta spagnolo (Madrid, n. 1922 - Madrid, † 2002)
- José María Hinojosa, poeta e scrittore spagnolo (Campillos, n. 1904 - Malaga, † 1936)
- José Lezama Lima, poeta, scrittore e saggista cubano (L'Avana, n. 1910 - L'Avana, † 1976)
- José Antonio Mazzotti, poeta, scrittore e critico letterario peruviano (Lima, n. 1961)
- Luis Muñoz Marín, poeta, giornalista e politico portoricano (San Juan, n. 1898 - San Juan, † 1980)
- José Mármol, poeta argentino (Buenos Aires, n. 1818 - † 1871)
- José Emilio Pacheco, poeta, scrittore e traduttore messicano (Città del Messico, n. 1939 - Città del Messico, † 2014)
- José Palma, poeta filippino (n. 1876 - † 1903)
- José María Pemán, poeta, scrittore e drammaturgo spagnolo (Cadice, n. 1897 - Cadice, † 1981)
- José Antonio Ramos Sucre, poeta venezuelano (Cumaná, n. 1890 - Ginevra, † 1930)
- José Rizal, poeta, scrittore e rivoluzionario filippino (Calamba, n. 1861 - Manila, † 1896)
- José Ignacio de Sanjinés, poeta e giurista boliviano (Potosí, n. 1786 - Sucre, † 1864)
- José Asunción Silva, poeta colombiano (Bogotà, n. 1865 - Bogotà, † 1896)
- José de Valdivielso, poeta e drammaturgo spagnolo (Toledo - Madrid, † 1638)
- José María Valverde, poeta, linguista e traduttore spagnolo (Valencia de Alcántara, n. 1926 - Barcellona, † 1996)
- Cesário Verde, poeta portoghese (Madalena, Lisbona, n. 1855 - Lumiar, Lisbona, † 1886)
- José María Zeledón Brenes, poeta, giornalista e politico costaricano (San José, n. 1877 - Esparta, † 1949)
- José Zorrilla, poeta e drammaturgo spagnolo (Valladolid, n. 1817 - Madrid, † 1893)

## Polistrumentisti(1)
- José Seves, polistrumentista e cantante cileno (Santiago del Cile, n. 1948)

## Presbiteri(12)
- José Burgos, presbitero, scrittore e educatore filippino (Vigan, n. 1837 - Manila, † 1872)
- José Comblin, presbitero, teologo e scrittore belga (Bruxelles, n. 1923 - Simões Filho, † 2011)
- José de Echevarría, presbitero e organaro spagnolo (Eibar - Palencia, † 1691)
- José Manuel Herrera, presbitero, politico e scrittore messicano (Tlaxcala, n. 1776 - Puebla, † 1831)
- José María Morelos y Pavón, presbitero e patriota messicano (Valladolid, n. 1765 - San Cristóbal Ecatepec, † 1815)
- José Celestino Mutis, presbitero, botanico e matematico spagnolo (Cadice, n. 1732 - Bogotà, † 1808)
- José Antonio Plancarte y Labastida, presbitero messicano (Città del Messico, n. 1840 - Città del Messico, † 1898)
- Miguel Agustín Pro, presbitero e gesuita messicano (Guadalupe, n. 1891 - Città del Messico, † 1927)
- José María Robles Hurtado, presbitero messicano (Mascota, n. 1888 - Quila, † 1927)
- José María Rubio y Peralta, presbitero e gesuita spagnolo (Dalías, n. 1864 - Aranjuez, † 1929)
- Servando Teresa de Mier, presbitero, scrittore e filosofo messicano (Monterrey, n. 1763 - Città del Messico, † 1827)
- José María Yermo y Parres, presbitero messicano (Malinalco, n. 1851 - Puebla de los Ángeles, † 1904)

## Pugili(16)
- José Aguilar, pugile cubano (Guantánamo, n. 1958 - Guantánamo, † 2014)
- José Becerra, pugile messicano (Guadalajara, n. 1936 - † 2016)
- José Benavidez Jr., pugile statunitense (Los Angeles, n. 1992)
- Marcelino Bolívar, ex pugile venezuelano (Ciudad Bolívar, n. 1964)
- José Luis Bueno, ex pugile messicano (Nezahualcóyotl, n. 1969)
- José Luis Castillo, pugile messicano (Empalme, n. 1973)
- Pipino Cuevas, ex pugile messicano (Santo Tomás de los Plátanos, n. 1957)
- José Durán, ex pugile spagnolo (Madrid, n. 1945)
- José Gómez, ex pugile cubano (Colombia, n. 1959)
- José Hernández, ex pugile spagnolo (Barcellona, n. 1944)
- José Manuel Urtain, pugile spagnolo (Aizarnazabal, n. 1943 - Madrid, † 1992)
- José Larduet, pugile cubano (Santiago di Cuba, n. 1990)
- José Legrá, ex pugile cubano (Baracoa, n. 1943)
- José Nápoles, pugile cubano (Santiago di Cuba, n. 1940 - Città del Messico, † 2019)
- José Torres, pugile e scrittore portoricano (Ponce, n. 1936 - Ponce, † 2009)
- José Villanueva, pugile filippino (Binondo, n. 1913 - Quezon City, † 1983)

## Rapper(1)
- Josman, rapper francese (Vierzon, n. 1992)

## Registi(26)
- José Luis Borau, regista e sceneggiatore spagnolo (Saragozza, n. 1929 - Madrid, † 2012)
- José Celestino Campusano, regista e sceneggiatore argentino (Quilmes, n. 1964)
- José Luis Cuerda, regista, attore e produttore cinematografico spagnolo (Albacete, n. 1947 - Madrid, † 2020)
- José Díaz Morales, regista e sceneggiatore spagnolo (Toledo, n. 1908 - Toledo, † 1976)
- José María Forqué, regista e sceneggiatore spagnolo (Saragozza, n. 1923 - Madrid, † 1995)
- José Luis Garci, regista, sceneggiatore e critico cinematografico spagnolo (Madrid, n. 1944)
- José Luis García Sánchez, regista e sceneggiatore spagnolo (Salamanca, n. 1941)
- Alejandro Monteverde, regista, attore e sceneggiatore messicano (Tampico, n. 1977)
- José Luis Guerín, regista e sceneggiatore spagnolo (Barcellona, n. 1960)
- José Ramón Larraz, regista, fumettista e fotografo spagnolo (Barcellona, n. 1929 - Malaga, † 2013)
- Ricardo Larraín, regista, sceneggiatore e produttore cinematografico cileno (Santiago del Cile, n. 1957 - Santiago del Cile, † 2016)
- José Leitão de Barros, regista, sceneggiatore e montatore portoghese (Lisbona, n. 1896 - Lisbona, † 1967)
- José López Rubio, regista, sceneggiatore e drammaturgo spagnolo (Motril, n. 1903 - Madrid, † 1996)
- José Luis Madrid, regista e sceneggiatore spagnolo (Madrid, n. 1933 - † 1999)
- José Luis Merino, regista e sceneggiatore spagnolo (Madrid, n. 1927 - Madrid, † 2019)
- José Mojica Marins, regista, attore e showman brasiliano (San Paolo del Brasile, n. 1936 - San Paolo del Brasile, † 2020)
- José Antonio Nieves Conde, regista e sceneggiatore spagnolo (Segovia, n. 1915 - Madrid, † 2006)
- José Padilha, regista, sceneggiatore e produttore cinematografico brasiliano (Rio de Janeiro, n. 1967)
- Perdigão Queiroga, regista, produttore cinematografico e montatore portoghese (Évora, n. 1916 - Azambuja, † 1980)
- José Pinheiro, regista, montatore e sceneggiatore francese (Parigi, n. 1945)
- José Quintero, regista panamense (Panama, n. 1924 - Manhattan, † 1999)
- José Luis Sáenz de Heredia, regista spagnolo (Madrid, n. 1911 - Madrid, † 1992)
- José María Sánchez, regista spagnolo (Madrid, n. 1949 - Torrelodones, † 2006)
- José Varela, regista, attore e scrittore francese (Parigi, n. 1933 - La Rochelle, † 2019)
- José Luiz Villamarim, regista e produttore televisivo brasiliano (Três Marias, n. 1963)
- José Maria Zabalza, regista e sceneggiatore spagnolo (Irún, n. 1928 - Madrid, † 1985)

## Registi teatrali(1)
- Zé Celso, regista teatrale, attore e drammaturgo brasiliano (Araraquara, n. 1937 - San Paolo, † 2023)

## Religiosi(3)
- José Gasch, religioso e arcivescovo cattolico spagnolo (L'Alcora, n. 1653 - Palermo, † 1729)
- José Olallo Valdés, religioso cubano (L'Avana, n. 1820 - Camagüey, † 1889)
- José Pérez de Rozas, religioso, storico e diplomatista spagnolo (Aguilar de Campos, n. 1640 - Sahagún de Campos, † 1696)

## Rivoluzionari(4)
- Feliciano Ama, rivoluzionario salvadoregno (Izalco, n. 1881 - † 1932)
- Túpac Amaru II, rivoluzionario peruviano (Tinta, n. 1738 - Cusco, † 1781)
- José Antonio Echeverría, rivoluzionario cubano (Cárdenas, n. 1932 - L'Avana, † 1957)
- Pancho Villa, rivoluzionario, generale e politico messicano (San Juan del Río, n. 1878 - Parral, † 1923)

## Rugbisti a 15(5)
- José Cilley, ex rugbista a 15 e dirigente sportivo argentino (Buenos Aires, n. 1972)
- José Luis Imhoff, ex rugbista a 15, allenatore di rugby a 15 e politico argentino (Rosario, n. 1941)
- José María Núñez Piossek, ex rugbista a 15 e imprenditore argentino (Concepción, n. 1976)
- José Orengo, ex rugbista a 15, allenatore di rugby a 15 e dirigente sportivo argentino (Rosario, n. 1976)
- José Pinto, ex rugbista a 15 portoghese (Lisbona, n. 1981)

## Santi(1)
- José Sánchez del Río, santo messicano (Sahuayo, n. 1913 - Sahuayo, † 1928)

## Scacchisti(4)
- José Joaquín Araiza, scacchista messicano (n. 1900 - † 1971)
- José Raúl Capablanca, scacchista cubano (L'Avana, n. 1888 - New York, † 1942)
- José Antonio Garzón Roger, scacchista e storico spagnolo (Chelva, n. 1963)
- José Tolosa y Carreras, scacchista e compositore di scacchi spagnolo (Gerona, n. 1846 - Barcellona, † 1916)

## Sceneggiatori(3)
- José Antonio Ferrara, sceneggiatore e regista televisivo venezuelano
- José Antonio de la Loma, sceneggiatore e regista spagnolo (Barcellona, n. 1924 - Barcellona, † 2004)
- José Gutiérrez Maesso, sceneggiatore, produttore cinematografico e regista spagnolo (Azuaga, n. 1920 - Madrid, † 2016)

## Schermidori(11)
- José Luis Abajo, schermidore spagnolo (Madrid, n. 1978)
- José Arencibia, schermidore cubano (L'Avana, n. 1953 - Bridgetown, † 1976)
- José Benko, ex schermidore cileno
- José de Capriles, schermidore statunitense (Città del Messico, n. 1912 - New York, † 1969)
- José María Casanovas, ex schermidore argentino (n. 1955)
- José Félix Domínguez, schermidore argentino (n. 1983)
- José Francisco Guerra, ex schermidore spagnolo (Burgos, n. 1968)
- José Laverdecia, ex schermidore cubano (Santiago di Cuba, n. 1960)
- Rafael Magallanes, ex schermidore venezuelano (n. 1955)
- José Maria Pereira, ex schermidore brasiliano (São Borja, n. 1932)
- José Rodríguez, schermidore argentino (Buenos Aires, n. 1910)

## Scienziati(1)
- José Francisco Corrêa da Serra, scienziato e diplomatico portoghese (Serpa, n. 1750 - Caldas da Rainha, † 1823)

## Scultori(2)
- José Álvarez Cubero, scultore spagnolo (Priego de Córdoba, n. 1768 - Madrid, † 1827)
- José Joaquim Teixeira Lopes, scultore e ceramista portoghese (São Mamede de Ribatua, n. 1837 - Vila Nova de Gaia, † 1918)

## Showgirl e showman(1)
- Chacrinha, showman, conduttore radiofonico e attore brasiliano (Surubim, n. 1917 - Rio de Janeiro, † 1988)

## Siepisti(1)
- José Luis Blanco, ex siepista spagnolo (Lloret de Mar, n. 1975)

## Sindacalisti(1)
- José D'Elía, sindacalista e politico uruguaiano (Treinta y Tres, n. 1916 - Montevideo, † 2007)

## Sociologi(1)
- José Pedro Varela, sociologo, giornalista e politico uruguaiano (Montevideo, n. 1845 - † 1879)

## Sollevatori(1)
- José Díaz López, ex sollevatore panamense (n. 1959)

## Storici(5)
- José de Figueiredo, storico e critico d'arte portoghese (Porto, n. 1871 - Porto, † 1937)
- José Andrés Gallego, storico spagnolo (Calatayud, n. 1944)
- José Antonio López, storico spagnolo (Trubia, n. 1959)
- José de Sigüenza, storico, poeta e teologo spagnolo (Sigüenza, n. 1544 - San Lorenzo de El Escorial, † 1606)
- José Murilo de Carvalho, storico e saggista brasiliano (Andrelândia, n. 1939 - Rio de Janeiro, † 2023)

## Tennisti(6)
- José Acasuso, ex tennista argentino (Posadas, n. 1982)
- José Luis Arilla, ex tennista spagnolo (Barcellona, n. 1941)
- José de Armas, ex tennista venezuelano (Florida, n. 1981)
- José Luis Clerc, ex tennista argentino (Buenos Aires, n. 1958)
- José López Maeso, ex tennista spagnolo (Puertollano, n. 1956)
- José Edison Mandarino, ex tennista brasiliano (Jaguarão, n. 1941)

## Tenori(5)
- José Cura, tenore, direttore d'orchestra e regista argentino (Rosario, n. 1962)
- Plácido Domingo, tenore, baritono e direttore d'orchestra spagnolo (Madrid, n. 1941)
- José Luccioni, tenore francese (Bastia, n. 1903 - Marsiglia, † 1978)
- José Oxilia, tenore uruguaiano (Montevideo, n. 1861 - † 1919)
- José Todaro, tenore italiano (Tripoli, n. 1940)

## Teologi(3)
- José Arregui, teologo spagnolo (Azpeitia, n. 1952)
- José Sáenz de Aguirre, teologo e cardinale spagnolo (Logroño, n. 1630 - Roma, † 1699)
- José Francisco de Isla, teologo e scrittore spagnolo (Vidanes, n. 1703 - Bologna, † 1781)

## Toreri(2)
- José Gómez Ortega, torero spagnolo (Gelves, n. 1895 - Talavera de la Reina, † 1920)
- Pepe-Hillo, torero spagnolo (Siviglia, n. 1754 - Madrid, † 1801)

## Triplisti(1)
- José Quiñaliza, triplista ecuadoriano (n. 1961)

## Tuffatori(5)
- José Balleza Isaias, tuffatore messicano (n. 1994)
- José Miguel Gil, tuffatore spagnolo (Madrid, n. 1971)
- José Antonio Guerra, tuffatore cubano (Santiago di Cuba, n. 1979)
- José Luis Rocha, ex tuffatore messicano (Città del Messico, n. 1966)
- José Ruvalcaba, tuffatore messicano (n. 1991)

## Umanisti(1)
- José Antonio González de Salas, umanista e scrittore spagnolo (Madrid, n. 1588 - Madrid, † 1654)

## Velisti(3)
- José Luis Ballester, ex velista spagnolo (Vinaròs, n. 1968)
- José Doreste, ex velista spagnolo (Las Palmas de Gran Canaria, n. 1956)
- José van der Ploeg, ex velista spagnolo (n. 1958)

## Velocisti(2)
- José Carlos Herrera, velocista messicano (Monterrey, n. 1986)
- Delmas Obou, velocista e bobbista italiano (Treichville, n. 1991)

## Wrestler(9)
- Brazo de Plata, wrestler messicano (Città del Messico, n. 1963 - Città del Messico, † 2021)
- Alberto Del Rio, wrestler e ex artista marziale misto messicano (San Luis Potosí, n. 1977)
- José Estrada Sr., ex wrestler portoricano (Santurce, n. 1946)
- Fishman, wrestler messicano (Torreón, Coahuila, n. 1951 - † 2017)
- José Huertas González, ex wrestler e politico portoricano (San Lorenzo, n. 1946)
- Lince Dorado, wrestler portoricano (San Juan, n. 1987)
- Essa Ríos, wrestler messicano (Guadalajara, n. 1978)
- Pepper Gomez, wrestler e culturista statunitense (Los Angeles, n. 1927 - † 2004)
- Último Guerrero, wrestler messicano (Gómez Palacio, n. 1972)

## Senza attività specificata(7)
- José María Álvarez de Toledo, duca (Madrid, n. 1756 - Siviglia, † 1796)
- José Manuel Carreño, ex ballerino e direttore artistico cubano (L'Avana, n. 1968)
- José Luis Gallegos Arnosa, spagnolo (Jerez de la Frontera)
- Iván Ortega, ex pentatleta messicano (n. 1971)
- José Pantieri, storico del cinema italiano (Forlì, n. 1941 - Roma, † 2013)
- José Sarmiento y Valladares, spagnolo (Galizia, n. 1643 - Madrid, † 1708)
- José Solís Folch de Cardona, spagnolo (Madrid, n. 1716 - Bogotà, † 1770)